# 王世强 (1968年)
王世强（1968年—），北京大学教授，主要从事生理学等方面的研究。入选中华人民共和国教育部第七批"长江学者"特聘教授，曾获得中国国家自然科学奖二等奖等奖项。